# Literatura flamenca
Literatura flamenca és la literatura feta en llengua neerlandesa, als territoris de parla neerlandesa dels Països Baixos del sud i del Westhoek, actualment a la regió de Flandes (Bèlgica) i a França.

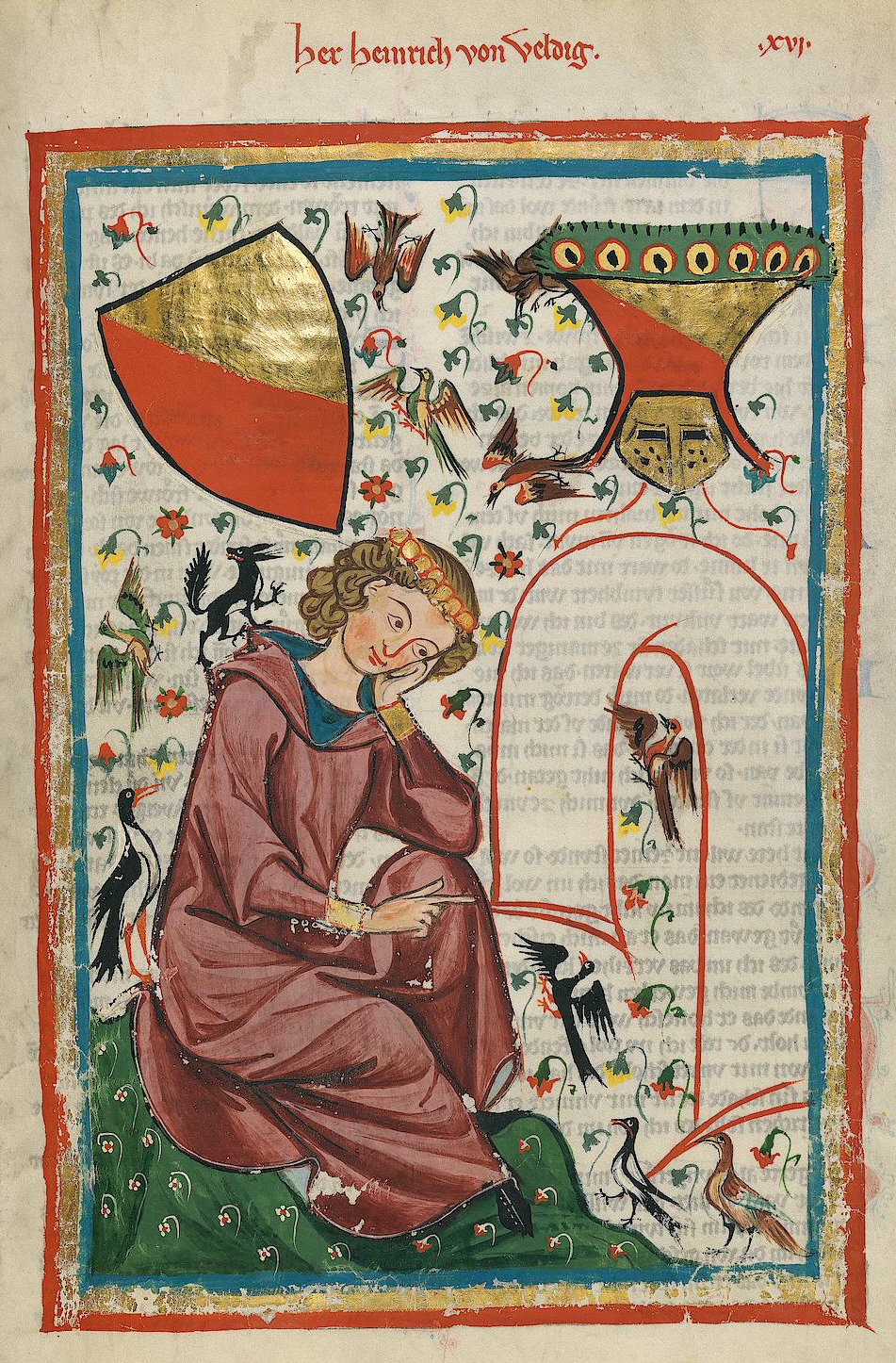
Hendrik van Veldeke al Codex Manesse, segle XIV

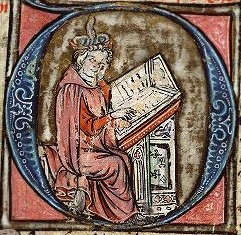
Jacob van Maerlant.

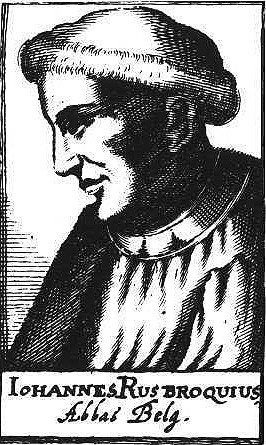
Joan de Ruusbroec.

## Edat mitjana
El desenvolupament econòmic de les ciutats flamenques va facilitar l'aparició d'una nova literatura sinó a la llengua neerlandesa que aleshores es deia flamenc o dietsch (=llengua del poble). Les primeres obres, de caràcter religiós, foren la Sint Servatius legende (1170) de Hendrik van Veldeke nascut a Veldeke un nucli de Spalbeek al comtat de Loon, autor també d'una Enejda (1190). Per altra banda, durant el segle xii es desenvolupà una important literatura de caràcter novel·lesc, inspirada per la temàtica artúrica o el cicle de Carlemany i Roland, que tingué els màxims exponents en les Karel ende Elegast (Carlemany i Elegast, una sàtira als rics), Beatrijs, Theophilus, Roelantslied (Cançó de Roland), Merlijn, Lancelot, Moriaen i Roman van Walewein (del cicle bretó), Van der Vos Reynaert, obra del Meister Willem i considerada com a l'obra més representativa en neerlandès, la primera edició de la qual data del 1270, Roman van Floris ende Blancefloer, i les traduccions Sint Brandaen (Sant Brandà), Van die Rose (traducció feta el 1300 per Hein van Aken), Esopet (Faules d'Isop), Het Biënboek (traducció del Liber Apium) i els assaigs Der seelen troest (El consol de l'ànima) i Marialegenden (Llegendes de Maria).
A més de la temàtica cortesana, però floreix la poesia mística, amb grans autors com la monja Hadewych (fl. 1250), autora de nombroses cançons d'amor místic pel Crist recollides a les Visiones epistole en rimata Haywigis, Ysengrimus (s. XII) i Jan de Weert d'Yperen, autor de Nieuwe doctrinale o Spiegbel der sonden (Mirall doctrinal dels pecats). Els més importants foren Jan van Boendale (1290-1365) de Brussel·les, autor de Der leken spieghel (El mirall dels laics), Brabantsche Yesten (Crònica de Brabant) i Jans teesteye (Convicció de Jan); el prolífic Jacob van Maerlant (1225-1291) autor de les proses didàctiques Eerste Martin (Primer Martí), la satírica Der kercken claghe (Lamentacions de l'església), Roman van Torec (adaptació del Roman de Troie), també traduí Aristòtil al neerlandès i adaptà l'Alexanders Gesten de Chatillon i el Merlijns boek; i Jan van Ruysbroek (1293-1381) gran místic que escriví en brabançó i va influir tant en Kempis com en San Juan de la Cruz. Compongué Van der Cierheit der gheesteleker brulocht (De l'ornament de les noces espirituals). Les poesies de Joan I de Brabant i del poeta popular Jan van Hulst foren recollides, com d'altres, a l'Antwerpsche liedboek, publicat el 1544.
Al gènere històric hi ha el cronista Jan van der Heelu va compondre durant el regnat de Joan III de Brabant una Rijmkronijk (vers 1320) com a cant del "patriotisme brabançó". També destacaren els peces de teatre Esmoreyt, Elckerlyc i Marieken van Niewmeghen. Més tard, en el segle xv, el misteri De seven bliscappen van Maria (Els set goigs de Maria, 1448). I les obres cavalleresques Gloriant, Lanseloet van Denemarken, Lippijn, Die Heye, Drie jaghe here (Tres dies aquí), De truwante (El rodamón) i Nu noch (També ara).
Durant el domini borgonyó (s. XV), de gran prosperitat econòmica i cultural, es formaren les Cambres de Retòrica, influïdes pel Consistori de Gay Saber occità, formada pels rederijkers: el coninc, el cap, era el ciutadà principal; el prins o keizer, l'ajudant; el dekens era un eclesiàstic; el factor, un director a sou; i el nat o zot, el bufó. Cada any convocaven una landjuweel (fira anyal) amb tornejos i concursos poètics, per a lluïment d'Anthonis de Roovere (1430-1482), poeta oficial de Bruges i autor de Vander Mollen feeste (Festa dels talps) i del retòric brussel·lès Colijn van Rijssele, autor del Spieghel der Minne (Mirall d'amor, 1480). També estrenaven misteris teatrals com els Voornaamste bliscappen, die Maria geschiedden (Goigs principals que corresponen a Maaria), estrenats entre 1439 i 1500, i també els Tspel van dem Heiligen sacramente, Marieke van Nimwagen i Spieghel der salicheyt van elcerlyc (Espill de la salvació d'un mateix). Durant aquests anys també destacaren els cronistes flamencs Oliver van Dixmude (mort el 1459) i Edmond van Dynter (1375-1448), autor de la Crònica dels ducats de Brabant i Lorena. Gheraert van Velsen fou autor de poesies populars, i també destacaren en aquesta època els místics Geert Groote de Deventer (1340-1384) amb Epistolae i De abstinentia, Jan van Scoonhoven (mort el 1431) i Floris Redewijnsz (1350-1400) autor d'un Tractatus de spiritualibus exercitus.

## Decadència (seglesxviixvii)

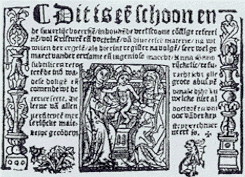
Primera pàgina del primer volum dels Refereinen d'Anna Bijns (1528).

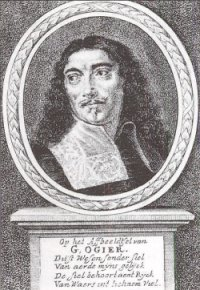
Retrat de Willem Ogier, de Gaspar Bouttats per la publicació de "De seven hooft-sonden" el 1682

Malgrat les constants guerres del període, la producció literària durant el segle xvii fou important i de qualitat. Destacarien, entre d'altres, Matthijs de Castelein (1485-1550), autor d'un Const van Rethoriken; Cornelisz de Man (1505-1579), autor del poema De doot (La mort, 1549); l'historiador Pieter van Dieve (1536-1591), autor en llatí De antiquitatibus Galliae Belgicae (1564); Adriaan van Roomen (1561-1616) autor del tractat Ideae Mathematicae (1593); el calvinista brusselenc Marnix van Sint Aldegonde (1540-1598) partidari dels Orange que s'exiliaria a la república de les Set Províncies Unides, on escriuria el satíric Biencorf der H. Roomsche Kercke (El rusc de la Santa Església Romana, 1569) i el poema Wilhemus van Nassouwe, l'himne dels protestants neerlandesos i l'actual himne nacional dels Països Baixos; Pontus van Heinter, autor d'una Nederduitsche orthographie (Ortografia neerlandesa, 1581) intent de modernització del neerlandès de l'època; i la poetessa mística Anna Bijns (1494-1575), autora de Refereinen. Altres escriptors són Jonker van der Noot (1540-1595) autor de Het bosken (1570), Lofsang van Braband (1580), Das buch extasis/Olympias (1576) i Het theatre oft tonn-neel (1568) de caràcter voluptuós, Richard Vestergen (1555-1640), Adriaan Pointers i Justus de Harduyn (1582-1640).
La repressió sanguinolent de l'ocupant castellà als Països Baixos espanyols va fer fugir a la república neerlandesa quasi tots els intel·lectuals el que va significar la mort de literatura a Flandes, tret al Westhoek ocupat per França amb els autors Dominic de Jonghe (1654-1717) traductor de Le Cid de Pierre Corneille; Michel de Swaen (1654-1707) poeta, amb Het leven en dood van Jesus Christus (La vida i mort de Jesucrist, 1694) de caràcter èpic, i De gecroonde leerse (La bota coronada) de caràcter dramàtic; i Willem Ogier (1619-1689) amb els drames De gulzigheid (La golafreria, 1635) i De zeven hoofzoonden (Els set pecats capitals, 1644-1678), cicle de drames.
Durant el segle xviii la producció literària fou escassa. Tot i així, el 1761 H. Des Roches va publicar una Nederduitsche spraekkunst (Gramàtica neerlandesa), on s'enfrontà a l'ús del llatí com a llengua de cultura i al francès com a llengua de prestigi, reclamant l'ús normalitzat del flamenc. L'advocat brussel·lès Jan Baptist Verlooy (1746-1797) va escriure Verhandeling op d'onacht der moederlijke taal in de Nederlanden (1788), assaig sobre el menysteniment de la llengua neerlandes, de la qual va fer una apologia. Per por de la censura austríaca, va publicar-lo anònimament i va posar un lloc de publicació fictici, Maastricht, on els austríacs no tenien pas soberania. Uns altres escriptors són Willem Verhoeven (1738-1809), Karel Broeckaert (1767-1826), autor de la primera prosa moderna, Jelle en Mietje (1811), i Jan Baptist Hofman (1758-1835), autor de drames burgesos.

## Naixement del moviment flamenc (seglexix)

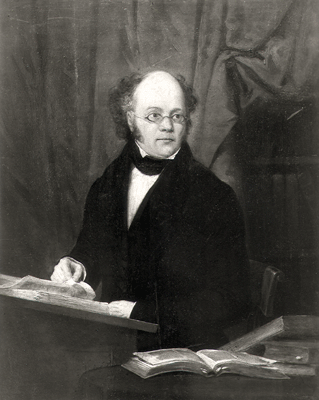
Jan Frans Willems

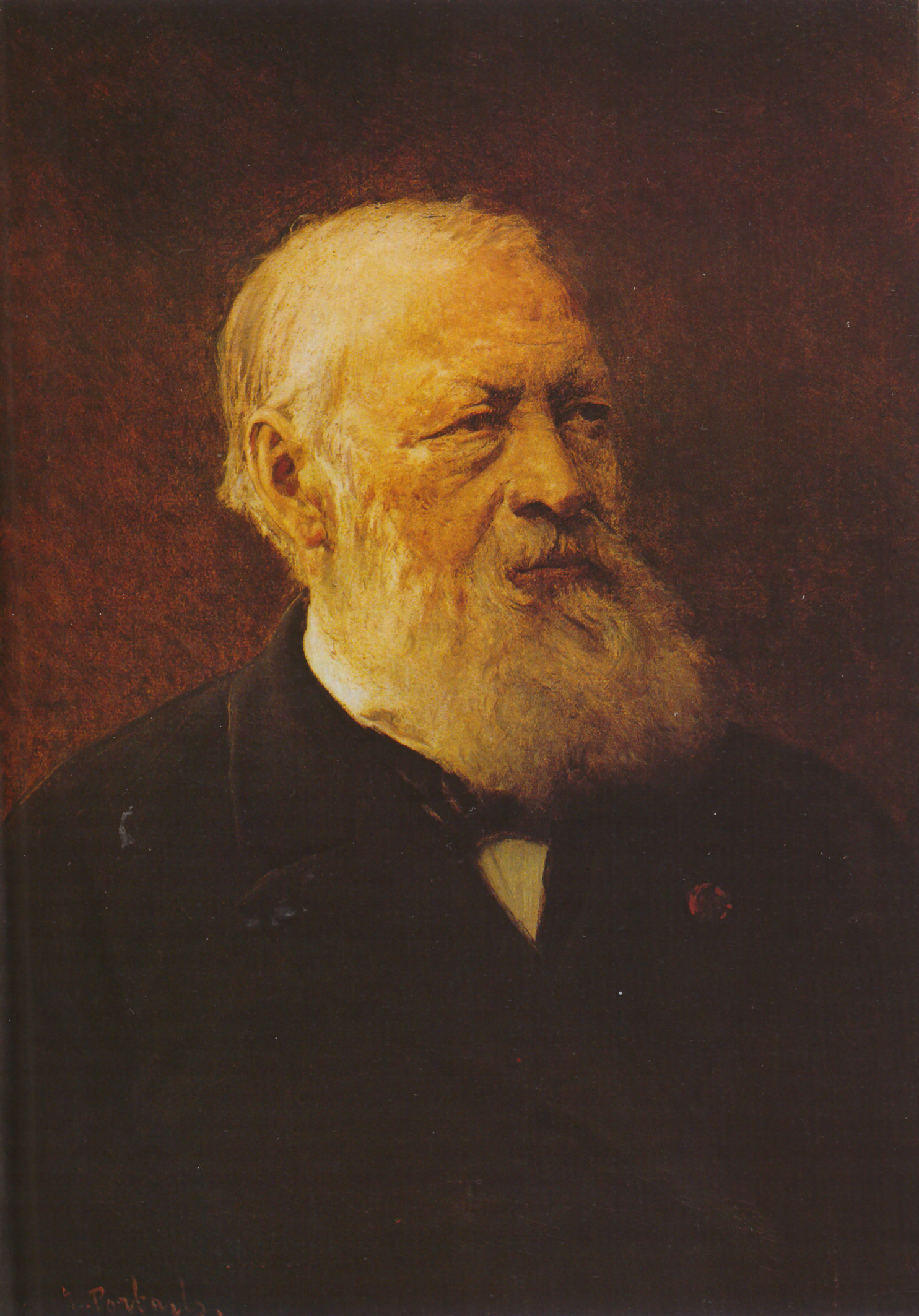
Hendrik Conscience

Durant el segle xix es produí un renaixement literari al marc del moviment flamenc, un moviment d'emancipació de la població de parla neerlandesa de Bèlgica contra l'estat jove que des de 1830 volia imposar el francès com a única llengua nacional. Filips Blommaert (1809-1871) va compondre l'estudi Aloude geschiedenis der Belgen of Nederduitschers (1849) on atorga de manera nacional-romàntica a la "raça flamenca" una missió històrica de civilització. El seu company Ferdinand Snellaert (1809-1872) escriví Wael en Vlaming (1846), al qual també defensa la preeminència del flamenc.
El 1837 també es funda la primera revista literària a Bèlgica, Het Belgisch Museum, de Jan-Frans Willems i Hendrik Conscience, que vincularien la seva obra al moviment flamenc en resposta a la imposició del francès.i Publicaran la primera generació d'escriptors flamencs, entre altres Jan Jacob de Laet (1815-1891) autor de la primera novel·la en flamenc Het lot (1846); Jan Frans Willems (1793-1846), poeta i editor de clàssics, amb Aen den Belgen (1818) i Verhandeling over de nederduytsche taal-en letterkunde (Tractat sobre filologia i literatura neerlandesa, 1819-1824); Hendrick Conscience (1812-1883) considerat el pare de la narrativa flamenca moderna, amb les narracions històriques In't wonderjaar 1566 (El meravellós any 1566, 1836), De leew van Vlaanderen (El lleó de Flandes, 1838), Jacob van Artevelde (1839), De kerels van Vlaanderen (Els homes de Flandes, 1870) i De burgmeester van Luik (El burgmestre de Liège, 1866); Jan Michiel Dautzenberg (1808-1869), amb les novel·les Volksleesboek (1854), Verhaelen uit de geschiedenis van België (1856) i De Tockomat (1857); Prudens van Duyse (1804-1859) amb Natalia (1842) i Het Klaverbad (1848); Karel Lodewijk Ledeganck (1805-1847) amb la trilogia De drie zustersteden (Les tres ciutats germanes, 1846) sobre Gant, Bruges i Antwerpen; Jan Baptist David (1801-1866), considerat com el capitost del moviment, autor dels estudis lingüístics Nederduitsche spraekkunst (Gramàtica neerlandesa, 1839) que serviran de base al flamenc literari, així com Vaderlandsche historie (Història de la Pàtria, 1842-1864) i Einige regels over de vlaemsche taal (Normes elementals de la llengua flamenca, 1823); i Theodoor van Rijswijk (1814-1849), considerat com a 'poeta popula i fundador de la societat literària De Olijftak.
Per altra banda, el 1878 la revista De Vlaamsche Vlagge, portaveu de l'ASB, va promoure un altre grup d'escriptors, encapçalats per Albrecht Rodenbach (1856-1880), autor de Gudrun (1882) i Karel de Goede (1875); Pol de Mont (1857-1931) polític i autor dels idil·les, 1883), Loreley (1882), Vier vlaamsche legenden (1904) i In Noord en Zuid (Al nord i al sud, 1887); Jan van Beers (1821-1888) amb Martha (1853) i l'estudi Jacob van Maerlant (1860); Rosalie Loveling (1834-1882) amb les novel·les infantils Polidoor en Theodoor (1882); la seva germana Virginie Loveling (1836-1919), amb Drie novellen (Tres novel·les, 1883), Een dunne eed (Un jurament que costa car, 1891) i De twistappel (La poma de la discòrdia); i Jan Lambrecht Sleeckx (1818-1900) amb les novel·les Dirck Meyer (1864) i Eekbroeders Tybaerts & Co (1867).
Paral·lelament, va aparèixer a Brussel·les la revista literària en francès La Jeune Belgique que volia contribuir a una literatura belga. En aquest projecte s'hi engrescaren alguns autors de flandes que escrivien en francès, com André Van Hasselt (1806-1874), Emile Verhaearen (1855-1916), autor de Tout la Flandre (1910) i Georges Eekhoud (1854-1927), Kees Doorik (1887) i Escal-Vigor; Charles van Lerberghe, Max Elskamp i Maurice Maeterlinck, Premi Nobel de Literatura de 1911 i un dels escriptors belgues més coneguts internacionalment.
L'empenta definitiva a la literatura en flamenc la va donar el grup literari lligat a la revista Van Nu en Straks (Avui i demà), dirigida també per A. Rodenbachs, fundada el 1893, de caràcter liberal i internacionalista però sense ideari definit, inspirada en La Jeune Belgique en favor de la llengua neerlandesa. Això va contribuir que el 1896 que el neerlandès s'autoritzava com llengua a l'ensenyament. Van ser abandonats les temptatives de crear una llengua a part, del qual Guido Gezelle era un gran promotor per a evolucionar vers una l'estandardització lingüística per tota la zona de parla neerlandesa a Bèlgica i als Països Baixos. En ella publicarien els seus treballs els autors Cyril Buysse (1859-1969) autor de les novel·les Het recht van der sterskte (El dret del més fort, 1893), Het leven van Rozeke van Dalen (La vida de Rozeke van Dalen, 1906) i Het gezin van Paemel (La família de Paemel, 1903); Stijn Streuvels (1871-1969) naturalista romàntic, autor de Dodendans (La dansa de la mort, 1901), De vlaschaard (El camp de lli, 1907), De Oogst (La collita, 1900) i De teleurgang van de Waterhoek (1927); August Vermeylen (1872-1945) crític literari que reclama al moviment nacionalista flamenc un paper regenerador com l'italià o l'alemany, autor de Kritiek der Vlaaamsche Beweging (Crítica del Moviment Flamenc, 1895), Vlaamsche en Europeesche Beweging (Moviments Flamenc i Europeu, 1900) i De wandelande Jood (El jueu errant, 1906); Guido Gezelle (1830-1900) poeta i professor del seminari de Roeslare, traslladat el 1860 a Kortrijk per raó del seu activisme flamenc, autor de Kerkhofbloem (Flors de cementiri, 1876), Rijmsnoer om en om het jaar (Collar de rimes al voltant de l'any, 1897), Tijdkrans (Corona del temps, 1893) i Gedichten, gezangen en gebeden (Poemes, cançons i pregàries); Prosper van Langendonck (1862-1929) amb la novel·la anarquista Starkadd (Esparver, 1899); i el simbolista Karel van Woestijne (1878-1929) amb els poemes De gulden schaduw (L'ombra daurada, 1910), God aan zee (Déu al mar, 1926), Het bergmeer (El llac de la muntanya, 1928) i De modderen man (L'home de fang, 1920).
Autors autors menys coneguts foren Julius de Geyter (1830-1907), qui adaptà el Reinaert; Anton Bergman (1835-1874) amb la novel·la Ernst Staels, advocaat; Eugène Diricksens Zetternam (1826-1855), el contista Berchmans-Courtmans (1811-1890), el prosista Jan Renier (1812-1888), August Snieders (1825-1904) amb De gasthuisnon (La monja de l'hospital); el poeta Hugo Verriest (1840-1922) i el novel·lista Emmanuel de Bom (1868-1953) autor de la novel·la anarquista Wrakken (1898).

## Literatura d'entreguerres

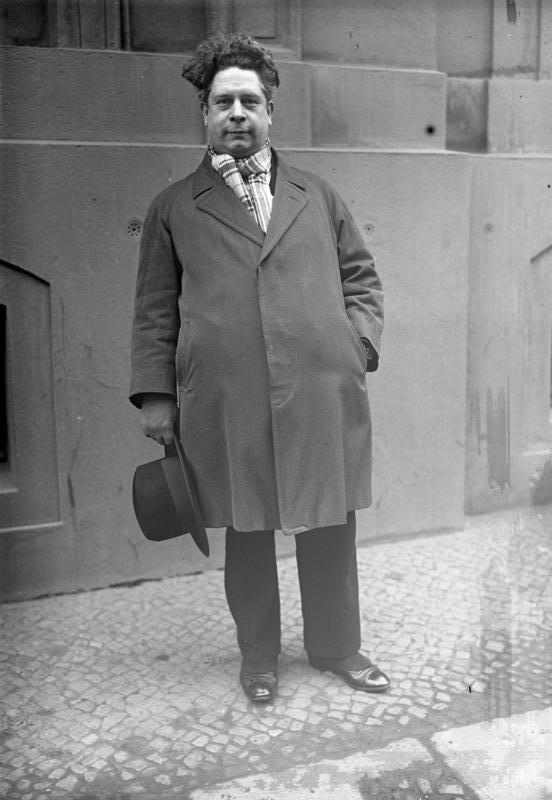
Felix Timmermans.

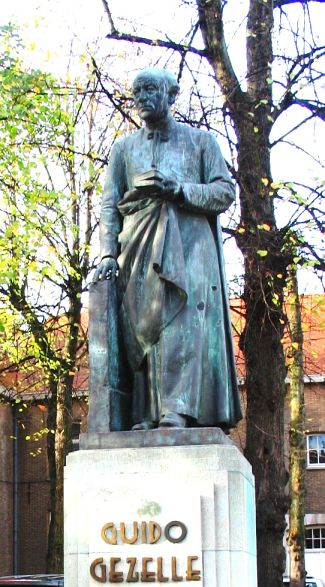
Estàtue de Guido Gezelle a Brugge

Està caracteritzada per la influència dels moviments d'avantguarda. El 1921 aparegueren les revistes expressionista Ruimte (Espai)i lsurrealista Het Fonteintje (La font). Una nova generació d'autors va sorgir: Cyriel Verschaeve (1874-1949), professor d'història i alemany i nazi; Franz de Backer (1891-1961); Anton van de Velde (1895-??) amb el drama Tijl (1925), influït per Goethe, Willem de Zwijger (Guillem el Taciturn) i De Zonderlinge gast (L'hoste estrany); Gaston Buyssens (1896-?); Hermann Teirlinck (1879-1927) qui havia dirigit les revistes Vlaanderen (1904-1907) i Nieuw Vlaams Tijdschrift (Nova Revista Flamenca), amb el teatre d'avantguarda De vertraagde film (El film retardat, 1922), De man zonder lijf (L'home sense cos, 1925), les novel·les Maria Speermalie, Het gevecht met de engel (La lluita amb l'àngel, 1902) i Het ivoren aapje (La mona d'ivori, 1909); Felix Timmermans (1886-1947) amb els poemes Schemeringen van der doed (Ombres de la mort, 1910), De harp van Sint Franciscus (L'arpa de Sant Francesc, 1932) i Boerenpsalm (Salms pagesos, 1935); Ernest Claes (1885-1968) amb les novel·les rurals De vulgaire geschiedenis van Charelke Dop (La vulgar història de Charelke Dop, 1924) i Clementine (1940); Willem Elsschot (Alfons de Ridder, 1882-1960) amb les novel·les satíriques Pensioen (El retir, 1937) i De verlossing (L'alliberament, 1921); i Lode Baeckelmans (1879-1965) amb la novel·la Tille (1912).
El 1932 van aparèixer diverses revistes: la revista d'avantguarda Vormen (Formes) dirigida per Renée Verbeeck (1904) i Pieter G. Buckinx (1904); Vlaamsche Arbeid (Treball Flamenc) del 1909 al 1930; Tijdstroom (Corrent de temps) el 1935, i De Bladen van de Poëzie (Fulls de poesia). Autors menys coneguts d'aquest període foren Ferdinand-Victor-Toussaint Van Boelare (1875-?) amb les narracions Landelijk minnespel (Intriga rústica, 1912), Petruskens einde (La fi de Petrusken), Jeugd (Joventut), Het gesprak (La conversa) i De doode die zich nicht verhing (El mort que no es va penjar); Joris Vriamont, amb Sebedee (1926); Jan van Nijlen (1885-??) amb els poemes Het aangezicht der aard (El rostre de la terra, 1923), De lokstem (La veu que atrau, 1924) i De slaapwandelaar (El somnàmbul); i Firmin van Ecke (1884-?).
Al marge d'aquests grups, apareixerien d'altres autors com Michel de Ghelderode (1898-1962) autor en francès però que escriví alguns autos teatrals per al Vlaamse Volkstoneel (teatre popular flamenc), com Beeldekens uit het leben van Sint Franciscus (Imatges de la vida de Sant Francesc, 1927), l'historiador Frans Lodewijk Gansshof (1895-??) autor dels estudis Vlaanderen onder de eerste graven (Flandes sota els primers comtes, 1944) i Lehnwesen im frankischen Reich (Feudalisme a l'Imperi Franc, 1940); el poeta expressionista Paul van Ostaijen (1896-1928) amb Het sienjaal (El senyal, 1918), Bezette stad (Ciutat ocupada, 1921) i Diergaarde voor kinderen van nu (El zoo per als infants d'avui, 1932). Karel van den Oever (1879-1926) amb Het roode peerd (El cavall roig), i Het inwendige leven van Paulus (La vida interna de Pau); Karel Leroux (1895-?) amb De barmbartige Samaritaan (El bon samarità); Urbain van der Voorde (1893-??) amb De haard der ziel (La llar de l'ànima), Donker vuur (Foc fosc) i Diepe Krachten (Forces profundes); Raymond Herreman (1896-?) amb De roos van Jericho (La rosa de Jericó, 1931) i De minaars (Els amants); Filip de Pillecijn (1891-?), amb De soldaat Johan (El soldat Joan) i Hans van Malmedy; Lode Zielens (1901-?) amb les novel·les Het duistere bloed (La sang fosca) i Moeder, waarom leven wij (Mare, perquè vivim); Frans Smits, amb Het huis van de smart (La casa del dolor) i Onder het oog van Mercurius (Sota els ulls de Mercuri);i Frans Delbeke (1890-?) amb Tusschen twee werelden (Entre dos mons).

## Literatura flamenca des de 1945

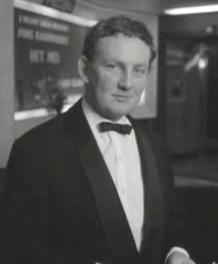
Hugo Claus el 1961

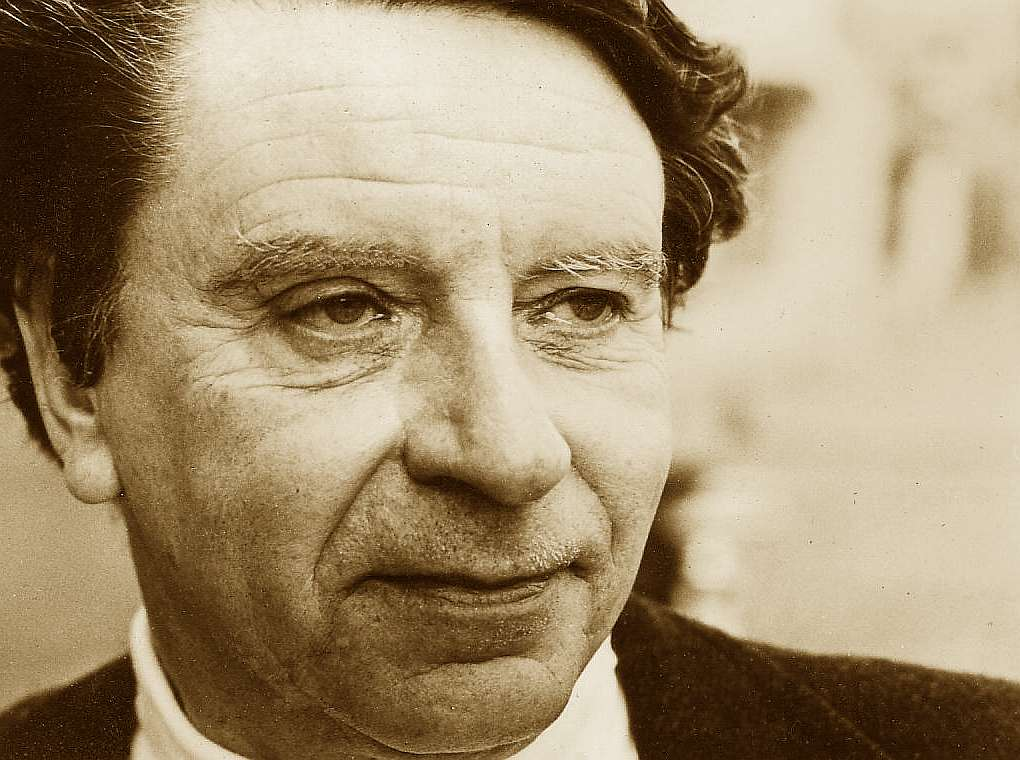
Hubert Lampo (foto Tom Ordelman)

La principal revista flamenca de la postguerra fou Tijd en Mens (Temps i Home), que aparegué del 1949 al 1955, i on publicarien autors com Maurice Roelants (1895-1966), un dels fundadors del grup het Fonteintje, qui barrejaria l'anàlisi psicològica amb l'humanisme burgès a les novel·les Gebed om een goede einde (Pregària per a una bona fi, 1944), Komen en gann (Anar i tornar, 1927) i Het leven dat wij droomden (La vida que somniàvem, 1931) i Maurice Gilliams (1900-1982) amb Elsenor (1974), Een winter im Antwerpen (Un hivern a Antwerpen, 1953) i De man voor het venster (L'home de la finestra).
Més tard es formaria el grup literari De Vijftigers, caracteritzat per l'ús del realisme màgic a la narrativa, com Mannix Gijsen (1899-??) amb els poemes Het huis (La casa, 1925) i De grote God Pan (El gran déu Pan, 1974); Richard Minne (1891-1965), també del grup Het Fonteintje, vitalista i popular, autor d’In den zoete inval (La casa de Déu, 1927-1969) i Wolfijzers en schietgeweren (Ceps de llop i escopetes, 1942); Wies Moens (1898-1982), poeta catòlic, funcionari nazi durant la guerra i molt nacionalista, amb De boodschap (El missatge, 1920), Opgangen (Ascensions, 1922) i Her vierkant (El quadrat, 1938); Marcel Matthijs (1899-1964) amb la novel·la social com De ruitentikker (El picotejador de vidres, 1933-1937), Schaduw over Brugge (Ombres sobre Brugge, 1940), Mensen in de strijd (Gent al combat, 1943) i Hellegat (Caverna a l'infern, 1949); Gerald Walschap (1898-1989) amb les novel·les Het kind (L'infant, 1943), De française (La francesa, 1957), Oproer in Congo (Revolta al Congo, 1953), Een mens van goede wil (Un home de bona voluntat, 1936) i Houtekiet (1939); Raymond Brulez (1895-1972), novel·lista simbolista, amb Mijn woningen (Els meus domicilis, 1950-1954) i Scherezade of de literatur als losprijs (Scherezade o la literatura com a preu de rescat, 1933); i els dramaturgs Herman van Overbeke (1895-1957) autor del drama Het lam Godsspel (L'aute de l'anyell de Déu, 1932), Paul Lebeau (1902-1952) amb la novel·la Xanthippe (1957) i Jozef Boon (1900-1957) amb el drama Het heilig-Bloedspel (L'aute de la sang de Déu, 1938).
El 1953 van aparèixer el grup literari De Tafelronde (La taula rodona), la revista Taptoe (Tatuatge), activa fins al 1955 i les revistes Gard Sivik (1955-1963) i Labris (1962). Dins aquest grup hi trobem autors com Louis-Paul Boon (1912-1979), amb un realisme cínic i compromès, autor de Mijn kleine oorlog (La meva petita guerra, 1946), De kapellekensbaan (L'avinguda de les capelletes, 1953) i Menuet (Minuet, 1955); Hugo Claus (1929-2008) un dels més importants novel·listes nascut a Flandes, amb Suiker (Sucre, 1958), De dans van de reiger (La dansa de la garsa, 1962) i De metsiers (1950), De verwondering (L'admiració, 1962), De koele ninnar (L'amant frígid, 1955), Het jaar van de kreeft (L'any del cranc, 1979), Het verdriet van België (La tristesa de Bèlgica, 1983) on analitza el col·laboracionisme flamenc i generalment considerada com a la seva obra mestra, així com els drames Een bruid in de morgen (Una núvia al matí, 1955) i les poemes De oostakkerse gedichten (Els poemes d'Oostakker, 1955); Edmond Schietekat (1933-1981) amb els poemes Richelieu (1961), Heilige gedichten (Poemes sagrats, 1959) i Gedichten voor Maria Magdalena (1971); Hermann Thierry (1912-1978) amb la novel·la Als kantwerk aan de kim (Com obra de punta a l'horitzó, 1964); Albert Bontridder (1921) amb els poemes Dood hout (Fusta morta, 1952), Open einde (Final obert, 1967) i Zelfverbranding (Cremar-se, 1971); Ivo Michiels (1923) amb Het boek alfa (El llibre alfa, 1963), i Vlaanderen, ook een land (Flandes, també un país, 1987); Hughes C. Pernath (Hugo Wouters, 1931-1975) redactor de la revista Nieuw Vlaams Tijdschrift i autor dels poemes socials Instrumentarium voor een winter (Instrumentari per a un hivern, 1963) i Mijn tegenstem (La meva contraveu, 1973); Bert Decorte (1915) amb Orfeus gaat voorbij (Orfeu passa); Piet van Aken (1920) amb la novel·la Het hart en de klok (El cor i la campana, 1944); Bernard Kemp (1926-1980) amb Het laatste spel (El darrer joc,1957) i De kater van Orfeus (El desencantament d'Orfeu, 1960); i Herwig Hensen (1917) amb Cirkel tot Narkissus (El cerc cap a Narcissus) i De dubbele vaardigheid (Doble habilitat).
Hugo Raes (1929), amb Een faun met kille hoorntjes (Un faune amb les banyetes fredes, 1966); Jef Geeraerts, amb els poemes Grangreen 1/Black Venus (Gangrena 1/Black Venus, 1968) i Grangreen 2/De goede moordenaar (Gangrena 2/El bon assassí, 1972); Hubert Lampo, amb la narració Zeg maar Judith (Explica, Judith, 1983); Johan Daisne, amb els guions cinematogràfics De man die zijn haar kort liet knippen (L'home del cap rapat, 1948) i De komst van Joachim Stiller (La vinguda de Joachim Stiller, 1960); Walter van den Broeck, amb la polèmica Brief aan Konig Boudewijn (Carta al rei Balduí, 1980); Paul de Wispelaere (1928) amb l'assaig De broek van Sartre (Els pantalons de Sartre, 1987); Hermann de Connick (1944) amb l'assaig Over Marieke van de bakker (Sobre Marieke des del forner, 1987); Lieve Joris, amb Terug naar Kongo (Retorn al Congo, 1987); Monika van Paemel (1945) amb la novel·la De vermaledijde vaders (Els pares maleïts, 1985); Jos Vandeloo (1925), amb les novel·les De muur (El mur, 1958), Het gevaar (El perill, 1960), Het huis der onbekenden (La casa dels desconeguts, 1963) i De koladrinkers (Els bevedors de cola, 1963); Ward Ruyslinck (1929) amb Het dal van Hinnom (La vall de Iehenna, 1961), Verkenners (Exploradors, 1987) i Stille waters (Aigües tranquil·les, 1987). I d'altres com Paul Koeck (1940), Pol Hoste (1947), Eriek Verpaele (1952), Stefan Hertmans (1951) i Eddy van Vliet (1942).